# Germán Sánchez Barahona
Germán Sánchez Barahona (San Fernando, 31 ottobre 1986) è un calciatore spagnolo, difensore del San Fernando CD.

## Caratteristiche tecniche
È un difensore centrale.